# Uwe Hand

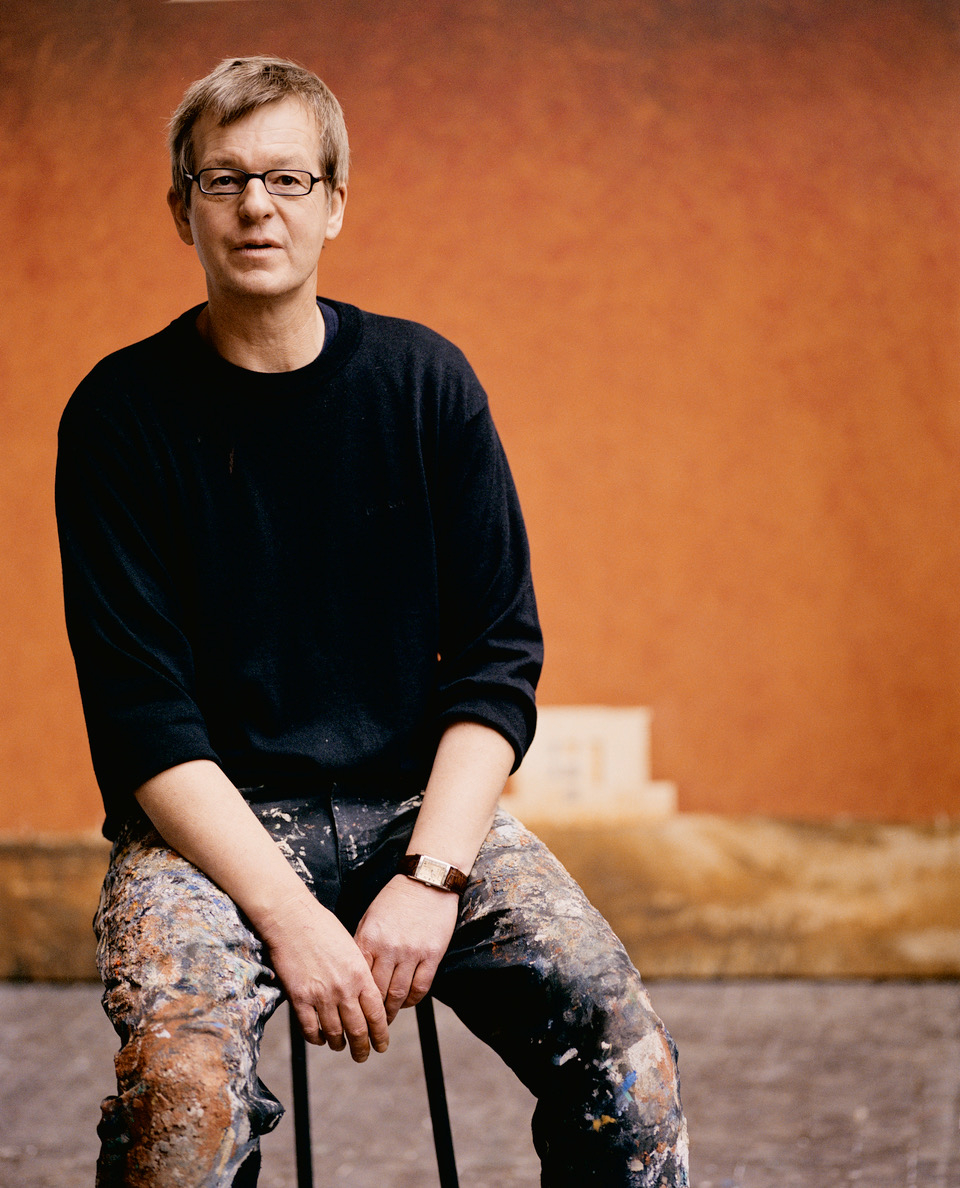
Uwe Hand

Uwe Hand (* 29. November 1952 in Schleswig; † 1. Juni 2024 in Eckernförde) war ein deutscher Maler, freier Künstler und Hochschullehrer. Er war viele Jahre Dozent an der Universität der Künste Berlin (UdK) und war sowohl in Berlin als auch in Borby tätig.

## Leben
Uwe Hand wuchs als Sohn von Teut Hand und seiner Frau Gisela in Eckernförde-Borby auf und lernte Schriftsetzer in der Druckerei Lohmeier in Eckernförde. Er studierte von 1973 bis 1980 Malerei bei Ulrich Knispel und Dietmar Lemcke an der Hochschule der Künste in Berlin. Ab 1979 war er Meisterschüler bei Dietmar Lemcke.
Nach dem Studium war er als freischaffender Künstler mit Schwerpunkt Malerei tätig, bis er von 1996 bis 2018 Dozent an der UdK Berlin wurde. Er hatte zahlreiche Lehraufträge an Universitäten und Kunsthochschulen, u. a. an der Universitat des Bellas Artes in Barcelona, Université de Provence in Aix-en-Provence, Hochschule für Gestaltung in Luzern, Bauhaus Akademie in Weimar und Muthesius Kunsthochschule in Kiel.

## Stil
Hand hatte weitreichende Kenntnisse über Farbpigmente, die den Bildern zu großer Strahlkraft verhelfen und stellte Farben selbst her. Dieses Wissen gab er auch in den Vorlesungen an der Universität der Künste in Berlin an die Studierenden weiter.
Inspiriert von der barocken niederländischen Malerei malte Uwe Hand in seiner Frühzeit Stillleben.
Seine Motive waren Menschen, Tiere, Häuser, Wasser und Landschaften, die er in Szene setzte. Er ließ sich inspirieren von Filmen, wie z. B. denen von David Lynch, Andrei Arsenjewitsch Tarkowski und Quentin Tarantino. Die Werke entstanden auf Leinwand mit einer speziellen Mischtechnik aus Öl und Wasserfarben, Pigmenten und verschiedenen Komponenten wie etwa Marmormehl.

## Ausstellungen

### Einzelausstellungen (Auswahl)
- 1983: Kunstverein, Utrecht
- 1984: Galerie List, Hannover
- 1992: „Die Einsamkeit der Dinge“, Galerie am Savignyplatz, Berlin
- 1996: Galerie am Savignyplatz, Berlin
- 2006: „Der Anfang und das Ende“, Galerie Claudius, Hamburg
- 2011: Galerie Lux, Berlin
- 2013:
  - Galerie Lux, Berlin
  - Associacio Sant Lluc per l´Art de Mataro, Barcelona
  - Art Karlsruhe mit Galerie Lux, Berlin
- 2014: HandMade, Till Richter Museum, Buggenhagen
- 2015: „ALLERHAND á la Hand“, Reinhardt & Partner bei Greskewitz/Kleinitz Galerie, Hamburg
- 2018/2019: „Uwe Hand – Maler | Painter“, 30. November 2018–14. Februar 2019, Cermak Eisenkraft Galerie, Prag[2]
- 2019:
  - „Wish you where here“, Galerie Pfundt, Berlin
  - „Stadt – Land – Fluss“, Villa van Delden, Ahaus[3]
- 2020: „Was immer du siehst“ (zusammen mit Eike Lohmeyer-Hand), Galerie Brennwald, Kiel

Zudem war Hand an zahlreichen Ausstellungen mit anderen Künstlern beteiligt.

## Privates
Uwe Hand war mit der Malerin Eike Lohmeyer-Hand verheiratet und hat zwei Kinder und sieben Enkelkinder. Seit Beendigung seiner Tätigkeit an der Universität der Künste in Berlin lebte er wieder in Eckernförde-Borby.
In Berlin war er auch als Segeltrainer beim Potsdamer Yachtclub und beim Berliner Segler-Verband tätig und segelte selbst in der Klasse Finn-Dinghy.